# Міра ймовірності

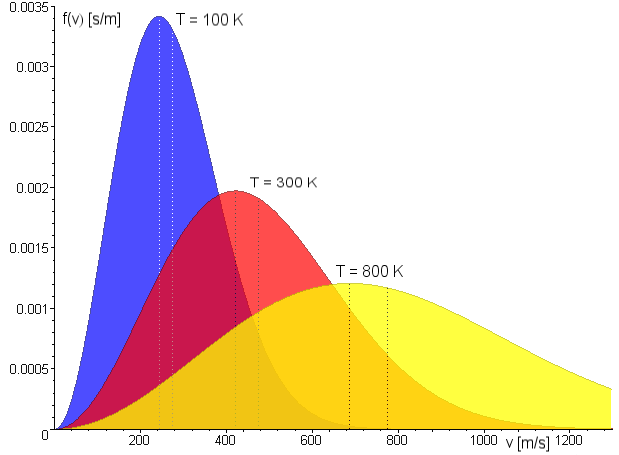
У деяких випадках статистична фізика використовує міру ймовірності, але не всі міри, які вона використовує, є ймовірнісними.

Міра ймовірності у математиці — це дійснозначна функція, визначена на множині подій в просторі ймовірностей, що задовольняє властивостям вимірювання, таким як адитивність на зліченних множинах. Різниця між мірою ймовірності та більш загальним поняттям міри (що включає поняття, такі як площа або об'єм) полягає в тому, що міра ймовірності повинна встановлювати значення 1 усьому простору ймовірностей.
Інтуїтивно, адитивність означає, що ймовірність, яка відповідає за цією мірою об'єднанню двох подій з порожнім перетином, повинна бути сумою ймовірностей цих подій. Наприклад, значення, яке присвоюється події «1 або 2» при киданні кубика, має бути сумою значень, присвоєних відповідно подіям «1» та «2».
Міри ймовірності знаходять застосування у дуже різних областях, від фізики до фінансів і біології.

## Визначення

Міра ймовірності відображає ймовірнісний простір 3 подій в одиничний інтервал.

Вимоги до функції μ для вимірювання міри ймовірності в просторі ймовірностей, такі:
- μ повинна приймати значення в одиничному інтервалі [0, 1], відповідно 0 для порожньої множини та 1 для всього простору.
- μ повинна задовольняти властивості зліченної адитивності, тобто, для всіх зліченних наборів множин {\displaystyle \{E_{i}\}}, які попарно не перетинаються, виконується:

{\displaystyle \mu {\Bigl (}\bigcup _{i\in I}E_{i}{\Bigr )}=\sum _{i\in I}\mu (E_{i}).}
Наприклад, нехай трьом елементам 1, 2 і 3, відповідно приписано ймовірності 1/4, 1/4 і 1/2. Тоді, множині {1, 3} буде присвоєна ймовірність 1/4 + 1/2 = 3/4, як відображено на діаграмі справа.
Умовна ймовірність, заснована на перетині подій, визначається як:
{\displaystyle P(B\mid A)={\frac {P(A\cap B)}{P(A)}}.}
Вона задовольняє вимогам міри ймовірності, якщо {\displaystyle P(A)} не дорівнює нулю.
Міри ймовірності відрізняються від більш загального поняття нечіткої міри, для якої не потрібно, щоб сума всіх нечітких значень була 1, а адитивна властивість замінюється відношенням порядку, заснованим на включенні множин.

## Приклади застосування
Виміри ринку, які приписують ймовірності фінансовим ринковим просторам на основі реальних ринкових рухів, є прикладами мір ймовірності, які становлять інтерес для фінансової математики, наприклад, у ціноутворенні фінансових деривативів. Наприклад, нейтральна за ризиком міра — це міра ймовірності, яка припускає, що поточна вартість активів — це очікувана вартість майбутнього виграшу, взятого стосовно тієї самої нейтральної міри ризику (тобто розрахованої з використанням відповідної функції густини нейтрального ризику), дисконтований за безризиковою ставкою. Якщо існує унікальна міра ймовірності, яка повинна використовуватися для цінової вартості активів на ринку, то ринок називається повним ринком.
Не всі міри, які інтуїтивно представляють шанс або ймовірність, є мірами ймовірності. Наприклад, хоча фундаментальна концепція системи статистичної механіки є простором вимірювання, такі заходи не завжди є мірами ймовірності. Взагалі, у статистичній фізиці, якщо розглядати речення виду «ймовірність, що система S знаходиться у стан A дорівнює p», геометрія системи не завжди призводить до визначення міри ймовірності, яка буде конгруентною, хоча так можна робити у випадку систем з одним ступенем свободи.
В математичній біології також використовуються міри ймовірності. Наприклад, у порівняльному аналізі послідовності може бути визначена міра ймовірності для ймовірності того, що варіант може бути допустимим для амінокислоти в послідовності.